# Aquascópio
Um aquascópio (também chamado de batiscópio) é um dispositivo utilizado para observar o ambiente subaquático, geralmente enquanto o observador está em terra firme ou abordo de uma embarcação. Ele reduz o brilho da superfície da água e permite a visualização até o limite alcançado pela luz. O dispositivo pode ser usado para observar recifes, checar ancoragens de barcos, discos de secchi e outros tipos de verificações. Também pode ser usado como ferramenta educacional para observar plantas, criaturas e habitats abaixo da superfície de rios, lagos e mares. 
Em 1845, uma versão aprimorada, chamada de telescópio subaquático, foi patenteada por Sarah Mather sob o número 3,995. Esse telescópio auxiliou embarcações na exploração do fundo do oceano. Ele utilizava uma lâmpada do tipo camphine dentro de um globo de vidro, que era submerso na água. O dispositivo foi empregado com sucesso para examinar o casco de um navio e o convés de uma embarcação. Em 1864, Mather adicionou outra melhoria à sua invenção, registrada sob a patente número 43,465, destinada à detecção de submarinos durante a Guerra Civil Americana.

## Construção

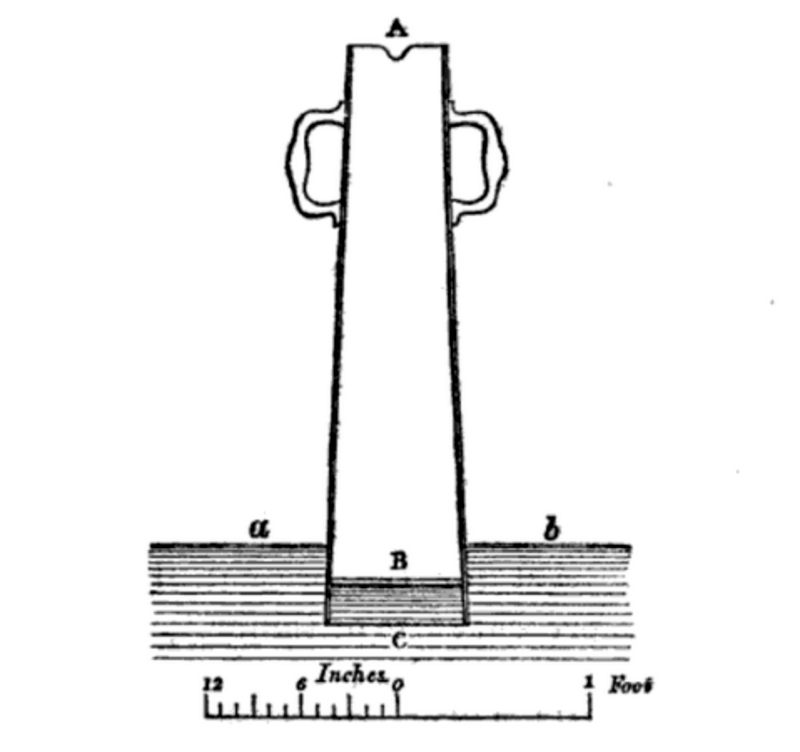
Batiscópio de aproximadamente 1850

O instrumento pode ser feito usando um tubo de metal ou madeira, com um painel de vidro impermeável na parte inferior. A parte com o vidro é introduzida á água, e outro lado é usado para observação.

## Galeria

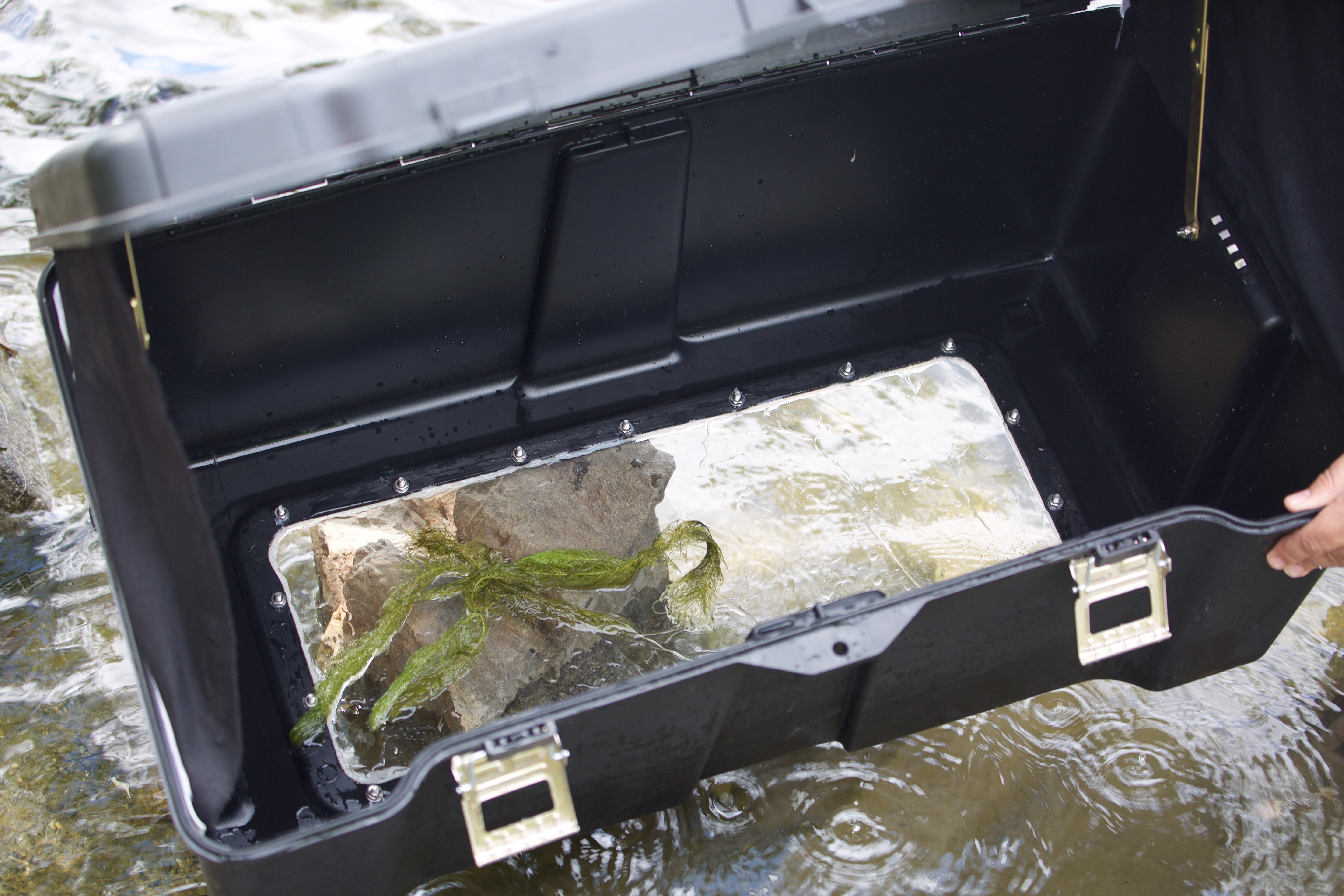
Um aquascópio portátil
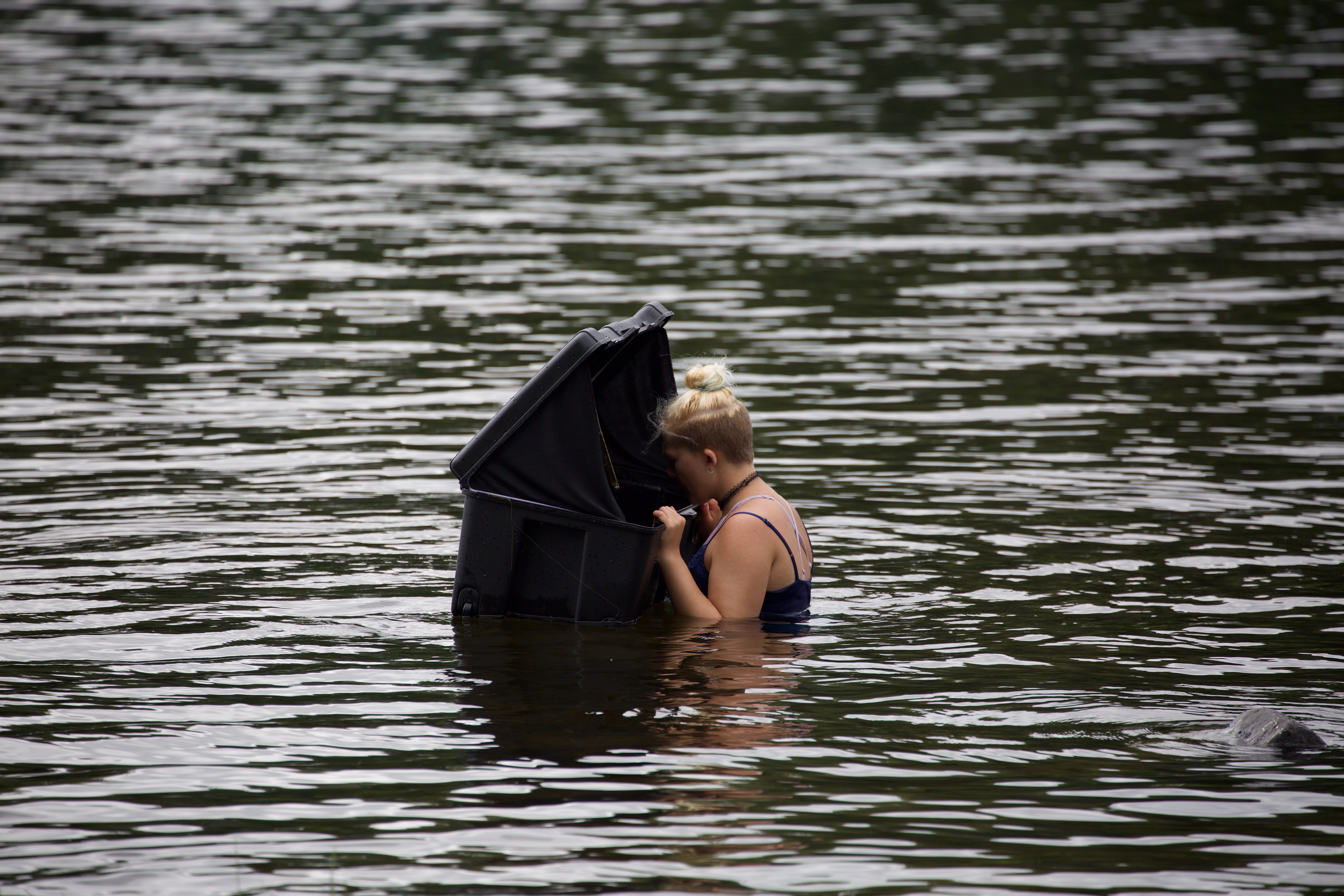
Um aquascópio em uso
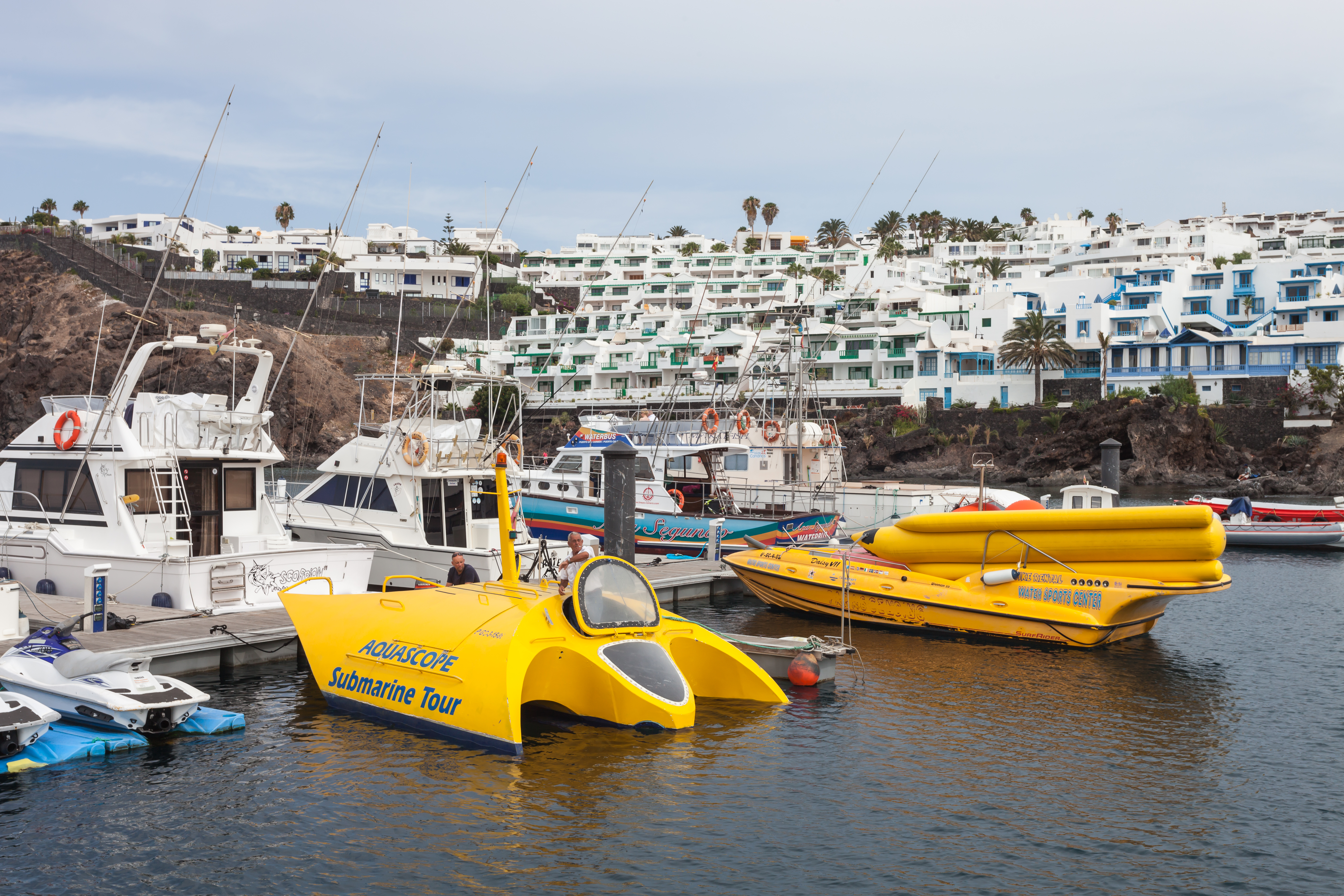
Barcos de turismo submarinos Aquascope, Lanzarote, Espanha
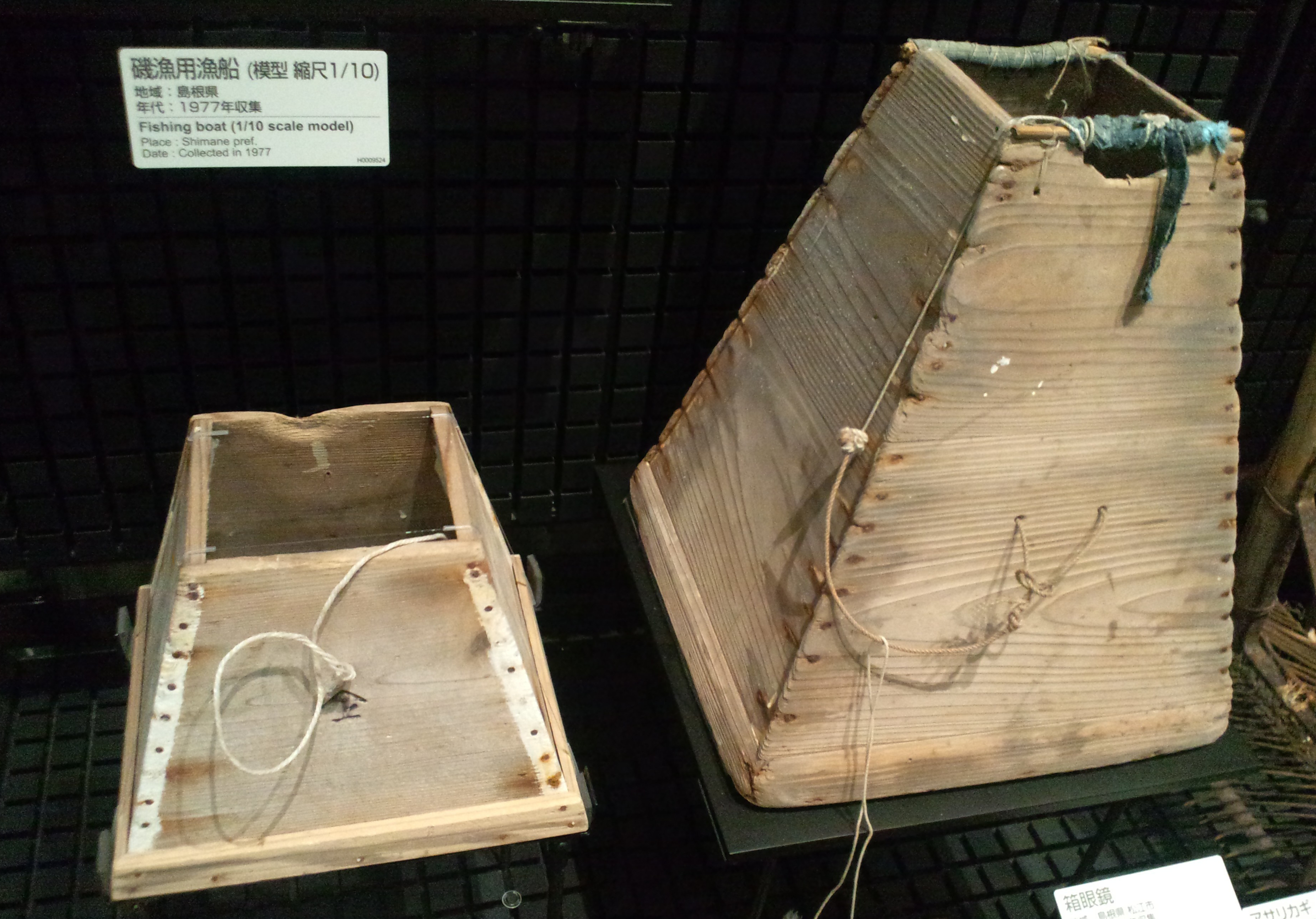
Visualizador subaquático, Museu de Etnologia, Osaka - 1976

## Links externos
- Explorando-o-oceano-com-um-batiscópio